# Sheila Larken
Sheila Larken (Brooklyn, 24 febbraio 1944) è un'attrice statunitense.
Interpreta Margaret Scully, la madre di Dana Scully, in X-Files. È sposata con il produttore televisivo R.W. Goodwin.
Ha recitato in Bonanza, Marcus Welby, Hawaii Squadra Cinque Zero, Uomini di legge, Medical Center, Starsky & Hutch, Barnaby Jones, La casa nella prateria, Trapper John e Avvocati a Los Angeles.